# Umbriatico
Umbriatico – miejscowość i gmina we Włoszech, w regionie Kalabria, w prowincji Crotone.
Według danych na rok 2004 gminę zamieszkiwały 973 osoby, 13,5 os./km².